# 3655 Eupraksia
3655 Eupraksia è un asteroide della fascia principale. Scoperto nel 1978, presenta un'orbita caratterizzata da un semiasse maggiore pari a 3,9996686 UA e da un'eccentricità di 0,2062962, inclinata di 3,84091° rispetto all'eclittica.